# Église Regina Paradisi
L'église Regina Paradisi (Reine-du-Paradis) est une église de Naples située dans le quartier de Chiaiano, sur la colline des Camaldules, et donnant piazzetta dei Guantai a Nazareth.

## Histoire
L'église est bâtie en 1877. Après de longues années d'abandon et d'incurie, elle a rouvert au culte en 1991 grâce au dévouement des fidèles qui l'ont fait restaurer.
Si l'église ne peut rivaliser avec nombre de basiliques et d'églises de la cité parthénopéenne par ses dimensions modestes et l'absence d'œuvres d'art de premier plan, elle n'en est pas moins intéressante par l'image de la Vierge qu'elle conserve. Celle-ci reproduit une fresque vénérée à Sieti, documentée depuis 1480 et figurant une Vierge à la lacrimation de sang, d'un artiste inconnu.

## Source de la traduction
- (it) Cet article est partiellement ou en totalité issu de l’article de Wikipédia en italien intitulé « Chiesa Regina Paradisi » (voir la liste des auteurs).